# Tales of Symphonia
Tales of Symphonia (テイルズ オブ シンフォニア Teiruzu obu Shinfonia?) es un RPG creado por Namco, perteneciente a la saga Tales, muy famosa en Japón. Tales of Symphonia está disponible para GameCube en Japón, Norteamérica y Europa. El juego fue relanzado para la consola PlayStation 2 únicamente en Japón, luego una versión HD para PC (steam). La historia se basa en la mitología nórdica y el juego puede durar más 100 horas debido a su elaborado argumento y a sus múltiples historias secundarias.

## Sinopsis
El juego transcurre entre dos mundos paralelos, superpuestos uno sobre otro, en el mismo espacio al mismo tiempo. Cada uno de esos mundos, llamados Sylvarant y Tethe'alla, tiene un elegido que ha de salvarlo, poniendo en peligro al otro mundo.
El juego comienza en Sylvarant, que está muriendo debido a la constante pérdida de maná, la fuente de energía que es necesaria para la magia y también el apoyo a la vida misma. Cuando los cultivos empiezan a marchitarse y las condiciones de vida se vuelven difíciles, el pueblo pone sus esperanzas en el Elegido ("Chosen One"), un mesías y siervo de la diosa Martel, que puede revertir los males del mundo, completando el periplo del Mundo de Regeneración. La elegida es un niña llamada Colette Brunel, protegida por sus amigos de la infancia Lloyd Irving y Genis Sage, su maestra Raine Sage, hermana mayor de Genis Sage y Kratos Aurion, un mercenario con un misterioso pasado. Más adelante en el juego, al grupo se suman otras cuatro personas: Presea Combatir, una fuerte y extraña niña; Zelos Wilder, un arrogante playboy que es el Elegido para Tethe'alla; Sheena Fujibayashi, una mujer ninja y Regal Bryant, exconvicto. 
Con el fin de regenerar el mundo, el Elegido debe viajar de un continente a otro, despertar los Espíritus Supremos que duermen en antiguos santuarios conocidos como sellos ("seals"). Con cada sello en libertad, el Elegido está más cerca de convertirse en un ángel. Cuando el Elegido se transforme completamente en un ángel, el mundo será regenerado.

## Gameplay

### Gráficos
Los gráficos son en cel shading y siguen una estética manga. Los personajes del juego fueron diseñados por el mangaka Kōsuke Fujishima, reconocido por otros trabajos importantes como You're Under Arrest, Aa! Megami-sama o Sakura Taisen. También posee algunas secuencias de anime de alta calidad visual que aparecerán en momentos importantes de la historia del juego.

### Sistema de Batalla
El sistema de combates es en tiempo real y pueden participar 4 jugadores, controlados por la consola o por jugadores humanos. Los jugadores se mueven en dos direcciones: acercándose al enemigo o alejándose. Cualquier personaje que no se esté controlado manualmente es controlado por la IA, pero el jugador puede publicar órdenes al grupo. El jugador puede también instalar los comandos del "hotkey", atajos que harán que un miembro específico del grupo ejecute un ataque específico o invoque un hechizo en ese momento.
Las batallas se luchan en tiempo real en un campo de batalla 3D. Una vez en una batalla, se puede cambiar al personaje que se quiera controlar (los distintos personajes tienen diversas fuerzas -- la magia, los ataques físicos).
El modo de localizar al enemigo es idéntico a los juegos de The Legend of Zelda: al iniciar una batalla, el personaje que el jugador controla enfocará por sí solo al enemigo más cercano, pero al presionar el botón "R" del mando el jugador puede hacer que el personaje se enfoque a otro enemigo. Por ejemplo, se puede estar atacando de frente a un enemigo, pero cuando otro ataca por detrás, presionando "R" se puede cambiar al nuevo enemigo.

### Ataques Conjuntos
Cada golpe acertado aumenta la barra de Ataque Conjunto. Cuando la barra se llena, puedes ejecutar un Ataque Conjunto, que consiste en enlazar los ataques especiales (sin coste de TP) de los personajes que estén peleando en ese momento. El jugador puede elegir que ataques hará el grupo y ciertos ataques se combinarán al final del combo para formar un gran golpe final. Por ejemplo: Tajo felino (Lloyd) + Ignición (Genis, Kratos o Zelos) darán como resultado un quinto ataque más poderoso.

### Habilidades EX
Al transcurrir el juego obtendrás unos ítems llamados Gemas EX. Estos ítems se equipan de forma permanente para ganar Habilidades EX, útiles tanto en batalla como en exploración.
Las gemas EX están clasificadas como nivel 1, 2, 3 y 4. Cada nivel ofrece cuatro Habilidades EX que pueden cambiar de un personaje a otro. Existe una gema EX especial llamada gema EX MAX: solo existe una en el juego y la entrega el enemigo final, por lo que solo es posible usarla en una segunda partida. La gema EX MAX permite elegir cualquiera de las habilidades de las otras gemas EX.
Una vez asignada una gema EX, esta se puede sustituir pero nunca recuperar. Sustituirla por una nueva supondrá perder la actual. Ciertas combinaciones de Habilidades EX dan como resultado una nueva habilidad llamada Habilidad EX Compuesta. Al terminar un combate se informa si algún personaje que haya participado en batalla ha descubierto alguna Habilidad EX Compuesta. Por ejemplo: Habilidad EX "Fusión" + Habilidad EX "Vitalidad" = Habilidad EX Compuesta "Hipócrates".

### Objetos
Como en los juegos RPG, es imprescindible el uso de ítems a usar, como las pociones ("potions"). Con los ítems de comida se pueden preparar recetas, que al final de cada batalla se elige si se quieren usar o no, con el fin de restaurar energía o incrementar diferentes estatus. Imprescindibles también son los ítems de equipamiento: armas, armaduras, escudo, calzado y dos accesorios.

### GRADE
Al final de cada batalla, dependiendo del rendimiento, se ganan puntos de acuerdo a la calidad de la batalla. Con estos puntos se pueden tener diferentes opciones al empezar el juego, después de haber pasado el juego una vez. Al acabar cada partida, obtienes 1000 puntos.

## Personajes principales
(Atención: Spoilers)
- Lloyd Irving (ロイド・アーヴィング Roido Āvingu?): El protagonista. No es muy inteligente, pero fuerte en combate gracias a un artefacto que tiene enganchado en una mano llamado exfera. Sus armas son dos espadas que usa a la vez.

- Colette Brunel (コレット・ブルーネル Koretto Burūneru?, llamada en Japón Paullet Brunel): La elegida del maná, es una chica del pueblo de Lloyd, Iselia. Al principio el juego gira en torno a ella. Ataca con dos chakrams.

- Genis Sage (ジーニアス・セイジ Jīniasu Seiji?, llamado en Japón Genius Sage): Amigo de la infancia de Lloyd y junto con su hermana y Kratos, uno de los más cultos. Es el mago del grupo y puede hacer gran cantidad de conjuros. Es un niño prodigio, y en la escuela va varios cursos por delante de los que le corresponderían por su edad.

- Raine Sage (リフィル・セイジ Rifiru Seiji?, llamada en Japón Refill Sage): Hermana mayor de Genis. Raine imparte clases en el pueblo de Lloyd. Es la curandera del grupo, y una apasionada arqueóloga.

- Kratos Aurion (クラトス・アウリオン Kuratosu Aurion?): Un hombre serio con un misterioso pasado. Conoce a Lloyd, Colette y Genis en la entrada del templo de Martel, cuando Colette recibe el oráculo.

- Sheena Fujibayashi (藤林 しいな Fujibayashi Shīna?, llamada en Japón Shihna Fujibayashi): Ninja encargada de matar a Colette. Invoca criaturas gracias a unas cartas con las que también ataca. Es la única del grupo capaz de sellar pactos con los Espíritus Protectores, aunque al principio tiene algo de dificultad para llevar a cabo esta tarea debido a una experiencia muy negativa de su pasado en este campo.

- Presea Combatir (プレセア・コンバティール Puresea Konbatīru?): Parece una niña, pero, curiosamente, ataca con un hacha más grande que ella. Esto se debe a que igual que su hermana, sufrió de experimentación con cristales Cruxis a manos de Rodyle, uno de los cuatro Jerarcas Desianos. Es muy fuerte, pero tiene un repertorio de ataques limitado.

- Zelos Wilder (ゼロス・ワイルダー Zerosu Wairudā?): El elegido de Tethe'alla es un joven noble que siempre mira por sus propios intereses y aficionado a las mujeres. Es posible elegir entre controlarlo a él o a Kratos, con el que comparte el tipo de armas.

- Regal Bryant (リーガル・ブライアン Rīgaru Buraian?, llamado en Japón Regal Bryan): Un preso que se niega a quitarse las esposas de las manos como autocastigo por un crimen que se vio obligado a cometer, en contra de su voluntad.su historia se relaciona con la de presea, ya que mató a su hermana..., Se defiende a patadas.

- Corrin (コリン Koring?): Su nombre, en la versión europea, es Korin. Es la mascota de Sheena. Tiene la capacidad de hablar y es el primer espíritu que puede invocar. Fue creado en un laboratorio de Meltokio, en Tethe'alla.

- Dirk (ダイク Daiku?): Su nombre, en la edición europea, es Galarr. Es el padre adoptivo de Lloyd, al que encontró en un barranco cercano a su residencia, en el Bosque de Iselia. Es un enano que fabrica armas.

- Yuan (ユアン・カーフェイ Yuan Kāfei?, su nombre completo es Yuan Ka-Fai): Líder de los Renegados que está envuelto en una complicada confrontación entre razas. También es uno de los ángeles de Cruxis

- Mithos (ミトス Mitosu?, llamado en Japón Mitos): Es el héroe de la guerra de Kharlan y también un ángel. Líder de Cruxis y la organización Desiana, es el único que pudo, hasta la llegada de Lloyd, controlar la Espada Eterna.

- Martel (女神マーテル Megami Māteru?): La Diosa, hay muchas iglesias con su nombre y Cruxis tiene un plan que gira en torno a la diosa.

## Adaptaciones

### Tales of Symphonia: Dawn of the New World
En 2008 salió para la consola Wii la continuación de Tales of Symphonia, llamada Tales of Symphonia: Dawn of the New World. La historia se situará 2 años después y tendrá nuevos protagonistas, aunque los protagonistas anteriores (con excepción de Kratos Aurion) volverán a aparecer. Una de las novedades del juego es la posibilidad de capturar monstruos y usarlos como ayudantes en los combates.

### Anime
Recientemente han aparecido las OVA's de esta versión de los 'Tales of...'. Hasta ahora han salido al mercado 8 de ellas, las cuatro primeras conocidas como Tales of Symphonia "The animation", también conocida por los fanes como Silvarant-hen. En las cuales se relata velozmente la primera parte de la historia de este juego. Y las otras 4, llamadas Tales of Symphonia: Thethealla-hen, cuentan desde la llegada a Thethealla hasta el rescate de Collete y la confesión de Kratos. 
Se está gestando un tercer conjunto de obras, que llegaría hasta el final del juego, llamadas Tales of Symphonia: Sekai Togo-Hen. Queda a esperar si adaptaran también la secuela de este juego,Tales of Symphonia Dawn of the New World.

### Manga
En 2005, Mag Garden publica el manga de Tales of Symphonia. El autor es Hitoshi Ichimura.
Hace mucho tiempo existió un gran árbol que era la fuente de todo maná. Pero llegaron tiempos de guerra, el árbol se secó y la vida de un héroe fue sacrificada para ocupar su lugar. 
Desconsolada por esta pérdida, la diosa ascendió a los cielos y desapareció, no sin antes dejar el siguiente edicto a sus ángeles: "Si alguna vez durmiera, despertadme, pues de lo contrario el mundo será destruido". 
Y así fue como los ángeles regalaron al mundo a un elegido que debía dirigirse a la torre que se perdía entre las nubes. 
Este hito marcó el inicio de la regeneración del mundo.